# Čeněk Kalandra
Čeněk Kalandra v matrice narozených Vincens Jozef (2. ledna 1848, Vysoké Mýto – 29. února 1928 Praha-Královské Vinohrady) byl český učitel, spisovatel, dramatik a překladatel z němčiny a francouzštiny. V dospělosti používal počeštělou obdobu jména – Čeněk.

## Biografie
Narodil se do rodiny pekařského mistra Josefa Kalandry ve Vysokém Mýtě na Pražském předměstí č. 40. Pekařem byl také jeho děda František. Matka Veronika byla dcera koželužského mistra Jana Lichtenberka. Měl čtyři sourozence: Annu (1846), Antonii (1851), Josefa (1853), Otilii (1855), dalších sedm zemřelo krátce po narození.
V roce 1863 ukončil tříleté studium reálné školy a našel si práci jako advokátní písař. Později pracoval jako úředník na železnici v Pardubicích a Bohumíně, nakonec se však rozhodl věnovat učitelskému povolání.
V září 1875 nastoupil na svoje první pedagogické působiště v Úžici, ovšem bez patřičných zkoušek. Od března 1879 získal místo prozatímního učitele v Čisté u Nové Paky. Sem přivedl i svoji budoucí manželkou Julii Morávkovou (22. května 1865), která pocházela z Kostelce nad Orlicí, s ní se oženil roku 1882 a vychovali tři děti: Stanislava (1883), Oldřicha (1887) a Zdeňku (1892). Také složil učitelské zkoušky a požádal o lepší místo. Od září 1883 zastával místo správce školy v nedalekých Uhlířích (dnes součást obce Lázně Bělohrad), ale jednalo se o méně významnou obec, která měla přibližně 250 obyvatel.
V roce 1889 byl jmenován správcem školy, tentokrát v obci Roveň u Mladějova. Krajina nedalekých Prachovských skal či hradů Trosky a Kost mu sice mohla být literární inspirací, avšak vysněného místa řídícího učitele se dočkal až v létě roku 1891 v Žereticích (občas uváděn název Žerotice, stejnojmenné obce u Znojma) na Jičínsku, což bylo spojeno i s vyšším platem. Zde zažil i nejplodnější literární období. V roce 1907 opět změnil pedagogické působiště, když byl na vlastní žádost převeden do měšťanské chlapecké školy v Libáni. Nastoupil až v listopadu a bylo mu tak umožněno pouze za podmínky, že po roce odejde do penze. To však neudělal. Přilepšil si na služném (pobíral 270 korun měsíčně) a dále rozvíjel svoji literární činnost. Avšak o poznání rušnější působiště než ta předešlá, nepřineslo Kalandrovi kýžený klid.
Maloměšťácká společnost bývalého venkovského učitele, nedbale oblečeného a s poněkud bohémským vzhledem, odmítala přijmout mezi sebe a on ji oplátkou sarkasticky vykresloval ve svých článcích, což se mu jako bedlivému pozorovateli dařilo. K utišení napjatých vztahů s libáňskými spoluobčany nepřispěla ani jeho stále více tíživější finanční situace a nezdary v jeho pokusech o vlastní podnikání. U řemeslníků se postupně zadlužoval a při snaze o zprostředkování zboží místním rolníkům se stával nespolehlivým. Exekuční události v jeho domácnosti nebyly výjimkou. To vedlo i k nelibosti u místního řídícího učitele chlapecké měšťanky Josefa Straky, který se snažil nepohodlného podřízeného zbavit. V únoru 1911 Čeněk Kalandra odešel na zdravotní dovolenou a do školy se již nevrátil, rozhodnutím zemské školní rady byl od 1. června 1912 penzionován, ale to už od listopadu 1911 bydlel v Praze.
Ani zde nepřestal psát, zvláště pak se stal přispěvatelem do mnoha časopisů (Nových ilustrovaných listech, Naší zahrádce, Mlynářských novinách, Zemědělských listech, Dobré kopě, v Mladých proudech, Nivě, Českém slově, Ostravském deníku, Samostatnosti, atd.) Napsal i několik dalších knih, ale například jeho rádci (Vzorný rádce k dosažení místa, Co je dovoleno muži, když miluje?, Druhá knihovna žádostí) jsou považována za slabší autorova díla.

## Dílo
Svoji oblíbené spisovatelské se činnosti věnoval až do své smrti 29. února 1928. Během života vydal na padesát titulů a přispěl četnými články do různých časopisů, věnoval se i překladatelské činnosti z němčiny a francouzštiny. Jeho dílo lze rozdělit na část romanopisnou a populárně-naučnou z oblasti přírody, především botaniky. Jeho prvotina vznikla za jeho působení drážního úředníka v Bohumíně, kdy německé prostředí tohoto města ho vedlo ke snaze sepsat česky psané dílo. Vzniklo pak několik humoresek do časopisu Paleček. Věnoval se i psaní divadelních her. Občas při vydání svých literárních prací používal pseudonymy (X. Čekal, Čeněk Orlický, L. Báňský, X. Neznámý, X. Přímý a X. Zapomenutý).

### Výběr
- Na kraji propasti, povídky (pseudonym X. Čekal), Brno 1885
- Od Sázavy ku Labi, cestopisné obrázky, Velké Meziříčí 1887
- Z výletů po Jičínsku, cestopisné obrázky, Velké Meziříčí 1887
- Škůdcové našich lesů a sadů, Nové Město na Moravě 1889
- Ze světa zvířecího, humoresky, Velké Meziříčí 1889
- Jiskry, humoresky, Polička 1890
- Na praotcův statku, novela (X. Čekal), Praha 1890
- Jan Krátký v Kalifornii, povídka (X. Čekal), Modrá knihovna, Praha 1892
- Ať slouží ke zdraví! Humoresky, Velké Meziříčí 1893
- Na palubě lodi otrokářské 1894
- Na prahu Českého ráje, cestopisné obrázky, Besedy mládeže, sv. 316, Praha 1894
- Pěstování květin v pokoji, Milotice nad Bečvou 1894 Dostupné online
- Pokání, historická povídka, Praha 1894
- Putování za chlebíčkem, veselohra (X. Neznámý), Žižkov 1894
- V proudu, humoresky a črty, Havránkova Moravská bibliotéka rodinná, r. II, sv. 1, Velké Meziříčí 1894
- Domácí zahrada, Knihovna milotického hospodáře, Milotice n. Bečvou 1895 Dostupné online
- Z upomínek ruského žalářníka (Xaver Čekal), Karlín 1895
- Krajina orlická, cestopisné obrázky, Českým krajem sv. 7, KČT Praha 1895
- V dýmu a plamenech I., povídky, Žeretice 1897
- Dobrá zažití! Hhumoresky, Žeretice 1897
- V dýmu a plamenech II., Kostelec nad Orlicí 1898
- V dýmu a plamenech III., Kostelec nad Orlicí 1901
- Vpřed – k cíli! Přednášky a rozpravy
- V zemi zlata (= 2. vydání povídky Jan Krátký v Kalifornii z r. 1892)
- Věštba, Jičín 1902
- Drůbež ve škole, Velké Meziříčí 1903
- V dýmu a plamenech IV. Kostelec nad Orlicí 1904
- Odplata (= 2. vydání historické povídky Pokání z r. 1894) 1904
- V boji se živly, Kostelec nad Orlicí 1905
- Zradou i násilím, historické povídky, Velké Meziříčí 1906
- Bude vojna, bude! Velké Meziříčí 1907
- Pěstování květin v pokoji, 2. rozmnožené vydání, Knihovna milotického hospodáře, Milotice n. Bečvou 1907
- Radosti venkova, humoreska, Velké Meziříčí 1910
- V noci Svatojanské, Brno 1910
- Odpřísahal! Brno 1911
- Nejspolehlivější tajemník lásky, Hradec Králové 1912
- Rok v zahradě, Rolníkova knihovna sv. 4, Praha 1912
- Do zlaté Matičky, Nová knihovna mládeže II, sv. 135, Praha 1913
- Květiny cibulovité a hliznaté, Praha 1913
- Naše Káča, Nová knihovna mládeže II, sv. 134, Praha 1913
- Obrázky z naší vsi I., Beaufort, Praha 1913
- Stromy a křoviny okrasné, Knihovna Českých zahrádkářských listů sv. 10, Praha 1913
- Sladké hříchy (L. Báňský), Smíchov 1915
- Vzorný rádce k dosažení místa, Švejdův sborník praktických příruček č. 19, Praha 1915
- Co je dovoleno muži, když miluje? Názory a úvahy dle životních zkušeností, Melicharova bibliotéka 16, Hradec Králové (K. Přímý) 1916
- Na horké půdě, román (= 2. vydání románu Nad sopkou, původně in: V dýmu a plamenech IV.), Praha 1916
- V zásobárně a jiné humoresky, povídky, Knihovna ilustrovaných humoresek sv. 5, Praha 1919
- Mezi Kujebáky, humoresky, Vysoké Mýto (b. d., Ottův slovník naučný uvádí 1920, katalog Nosovského 1921) 1920
- Na jaře života, Olomouc 1920
- Druhá knihovna žádostí, Švejdův sborník praktických příruček č. 19/2, Praha 1921
- Na tváři lehký smích! Olomouc 1921
- Sňatek ve sluji, Brno 1923
- Na jevišti i za kulisami, románek z podhoří, Sebrané spisy Čeňka Kalandry sv. 1 (svazek jediný a poslední – pozn. A. F.), Praha 1924
- Rostliny léčivé a jedovaté, Knížky 13, Praha 1924

### Loutkové hry
- Cestou trnitou 1893
- Poslední z rodu Zdeborských 1893
- Pytláci
- Štědrý příspěvek

### Překlady
- Dr. V. z Kepplerů: Radosti více! Melicharův Výkvět literatur světových 1997
- Führer durch Königgrätz (Průvodce po Hradci Králové, překlad z češtiny do němčiny) 1910
- K. Sauvain: Tragédie katolického faráře, román 1912
- Guy de Maupassant: Před spaním 1912